# 役小角
役小角（日语：／ En no Ozuno，634年—701年7月16日）是日本修驗道始祖，大和國葛城上郡茅原村（今奈良縣御所市茅原）人，是飛鳥時代至奈良時代的知名咒術師，世稱「役小角」，又稱「役行者」、「役優婆塞」、「神變大菩薩」（光格天皇敕諡）。平安時代，由於山岳信仰的興盛，朝廷追贈「行者」尊稱給他，之後才通稱「役行者」。史料中只有在《續日本紀》提到他，最有名則是《日本現報善惡靈異記》。

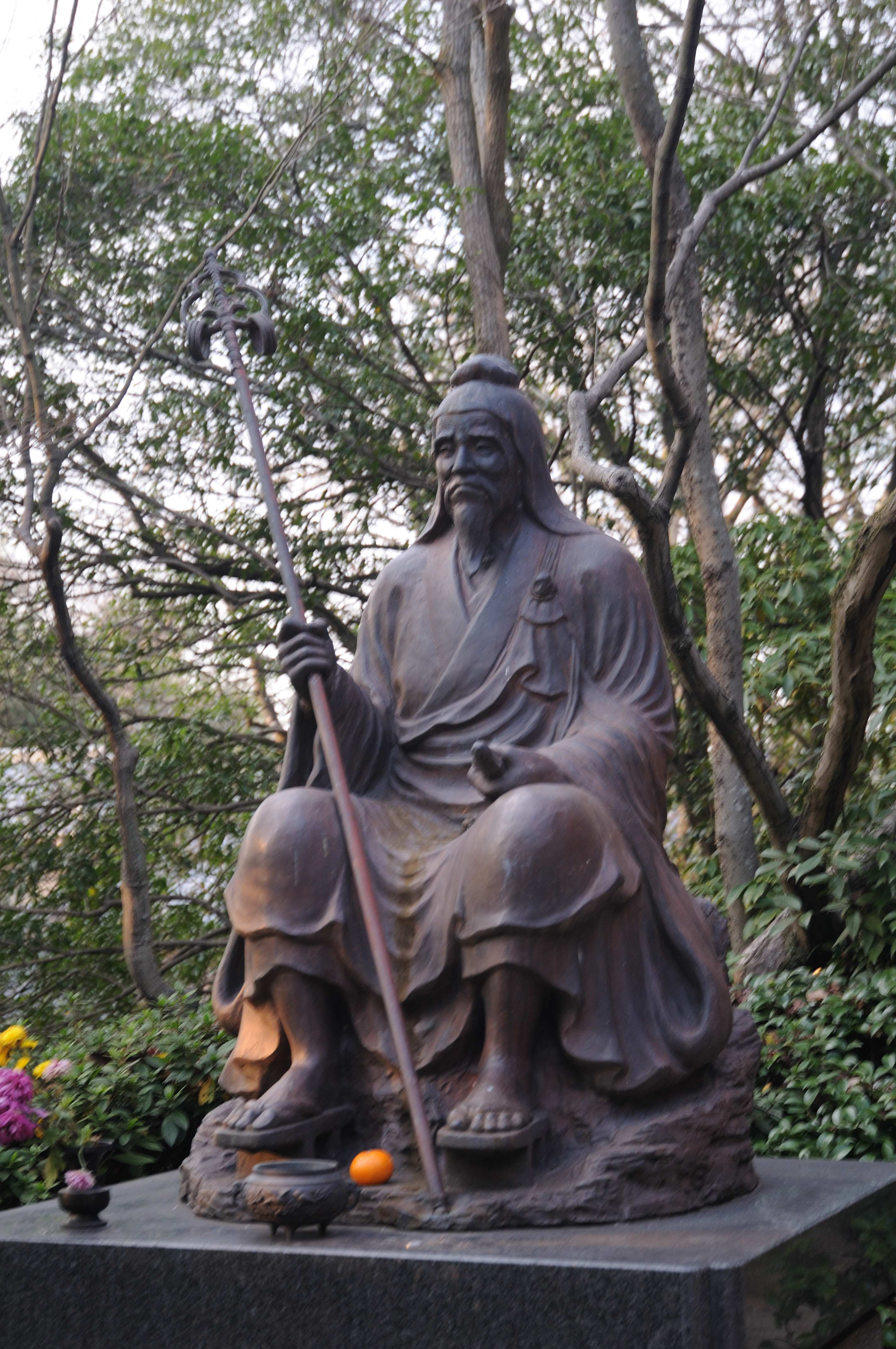
日本岡山縣倉敷市五流尊瀧院的「役行者像」

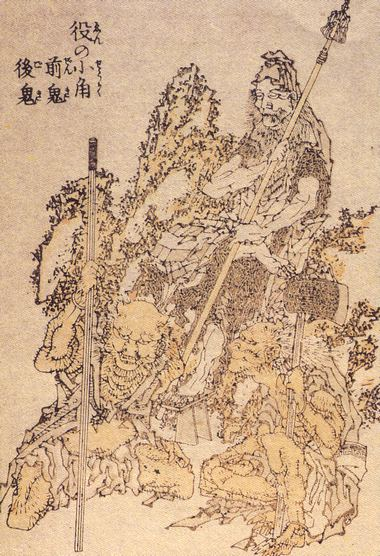
葛飾北齋《北齋漫畫》中的役小角（右上）、前鬼（右下）與後鬼（左下）

所謂「修驗道」即為利用苦行鍛鍊自我的一種修行方式，在山林之間苦練修行，藉以獲得神證之力；以在山間修得證菩提，有山岳佛教之稱。相傳役小角在山野之中艱苦修行，以松葉草蕨為食，修成「孔雀明王法」，並擁有飛行能力。

## 生平
舒明天皇6年（634年），役小角出生於大和國葛城上郡茅原村（今奈良縣御所市茅原），出生地現址為「吉祥草寺」。役小角17歲時在元興寺學習孔雀明王咒法，此後相繼在葛城山、大峰山修行，在金峰山成功感應藏王權現，奠定修驗道基礎。
文武天皇3年（699年）5月24日（儒略曆699年6月26日），役小角遭讒言陷害，流放伊豆島（今伊豆大島）。文武天皇大寶元年（701年）1月，役小角獲朝廷大赦，返回茅原；同年6月7日，役小角於天上岳（位於今大阪府箕面市）圓寂，享年68歲。
依第一次《國史大系》之說，《續日本紀》第一卷文武天皇三年五月丁丑條（文武天皇三年五月丁丑，即699年5月24日）提到役小角：

## 文化應用
日本鬼神動漫《鬼神童子》中，設定役小角為女主角役小明之祖先。